# Інститут комплексної механізації очисних та підготовчих робіт
ДП «Інститут комплексної механізації очисних та підготовчих робіт» (ДП «ІКМОПР») — підпорядкований Міністерству палива та енергетики України. Раніше відомий, як "Луганський державний проектно-конструкторський інститут стругової виїмки вугілля" (ДП "ЛІСВВ").
Основні напрямки діяльності:
- — комплексне дослідження і удосконалення стругового виймання вугілля;
- — створення і впровадження ефективної стругової техніки і технології;

Основні наукові розробки:
- 1. Стругова установка УСТ-4 для виїмки тонких вугільних шарів потужністю 0,55-1,00 м з опірністю вугілля різанню до 250 кн/м і кутами падіння до 25 градусів.
- 2. Скреперно-стругова установка УВТ для виїмки надто тонких вугільних шарів потужністю 0,4-0,8 м з кутом падіння від нуля до 90 градусів в шахтах небезпечних по газу та пилу.
- 3. Машина типу «МІК» для вилучення аркового кріплення.